# Nieblum
Nieblum (Fering: Njiblem) là một đô thị trên đảo Föhr thuộc huyện Nordfriesland, bang Schleswig-Holstein, Đức.